# ادنا هیوز
ادنا هیوز (انگلیسی: Edna Hughes; ۱ اوت ۱۹۱۶ – ۱۷ نوامبر ۱۹۹۰) شناگر اهل بریتانیا بود.
وی در مسابقات کشوری و بین‌المللی در مجموع برندهٔ ۱ مدال نقره، ۴ مدال برنز شده‌است.